# Canal de la Martinière
Le canal de la Martinière (ou officiellement canal maritime de la Basse Loire) est un canal longeant la Loire et situé en Loire-Atlantique.

## Situation géographique
Ce canal longe la rive sud de l'estuaire de la Loire en s'éloignant au maximum de 5 à 6 kilomètres du fleuve. Il a une longueur d'environ 15 kilomètres répartis sur le territoire des communes du Pellerin et Frossay. Une petite partie du canal entre en contact avec le canal de Buzay, une dérivation de l'Acheneau.
Localisation des extrémités :
- à l'est, près du bourg du Pellerin : 47° 12′ 28″ N, 1° 47′ 06″ O ;
- à l'ouest, près du Carnet : 47° 16′ 04″ N, 1° 56′ 50″ O.

## Histoire
L'ingénieur Adolphe Radiguel propose en 1861, le premier projet de création d'un canal parallèle à la Loire pour permettre aux navires de commerce de naviguer jusqu'au port de Nantes et à ceux construits dans les chantiers navals nantais de gagner le large. Le chantier est entamé en 1882,.
Le canal est opérationnel en 1892 après 10 ans de travaux. Une partie des machines et du matériel a auparavant servi pour la construction du canal de Suez.
Il est conçu comme une voie de dérivation au fleuve, qui à cet endroit devient moins profond à cause de l'ensablement de son lit, et délicat pour la navigation. Trois ouvrages majeurs sont construits pour le système de fonctionnement des écluses : la Martinière (à l'est), le Carnet (à l'ouest) et les Champs-Neufs à mi-chemin du canal. Ce dernier était en outre doté d'un siphon, permettant une régulation des eaux différenciée entre les douves des marais de Vue et celles du canal lui-même. Deux "parkings à bateaux" permettent aux navires de fort tonnage de se croiser, à la "Teignouse" au Pellerin, et entre la Roche et le Carnet à Frossay.

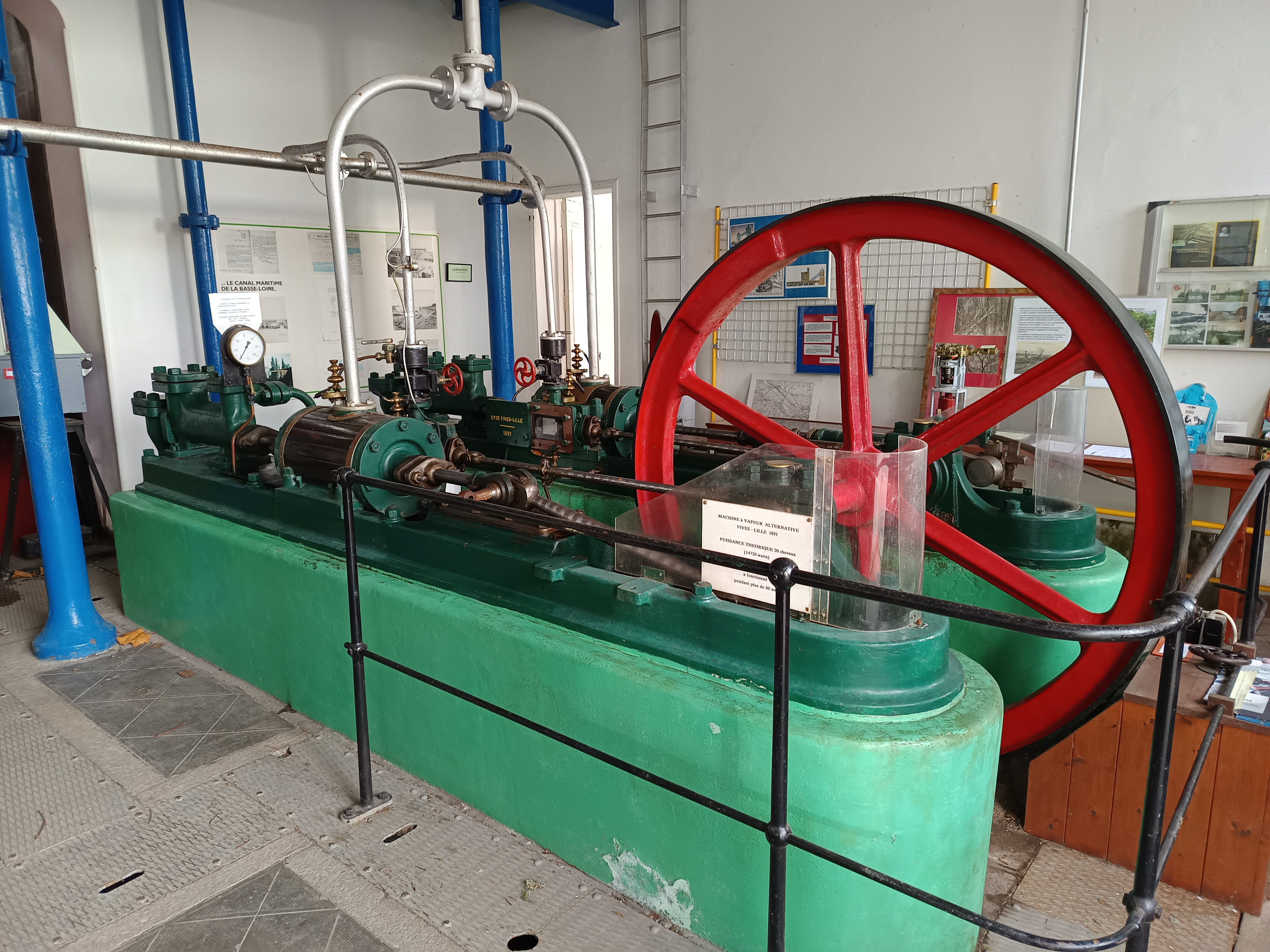
Machine à vapeur du canal de la Martinière.

Le canal connaît une intense période d'activité avec la grande navigation qui dure 20 ans, jusqu'en 1913, avec environ 10 000 passages pendant ces 20 années. Les progrès des moyens de dragage permettent d'améliorer la navigabilité du fleuve et le canal devient obsolète. Il est utilisé comme un cimetière de grands voiliers entre 1921 et 1927. La batellerie fluviale y circule jusqu'en 1943
Pendant la Seconde Guerre mondiale, les Allemands l'occupent, puis les Américains, de 1957 à 1967, y stockent du matériel de l'OTAN. Le canal maritime est fermé à la navigation en 1959. Dans les années 1960, grâce à plusieurs aménagements, notamment les vannes de la Martinière, de Buzay et du Carnet, le canal devient l'outil de régulation hydraulique du Pays de Retz. Son dévasement a débuté dans les années 1990, à l'aide de petites dragues.

## Début duXXIesiècle
Ce canal n'assure plus de fonction commerciale de navigation. Des activités de loisirs (pêche à la ligne, nautisme) sont possibles à la Martinière et au Migron. Le milieu naturel est préservé, et les ouvrages d'écluses assurent toujours la régulation hydraulique d'un territoire couvrant le lac de Grand-Lieu et le marais breton. Le canal de la Martinière est également le théâtre d'expositions d'objets insolites créés par des artistes dans le cadre du festival Estuaire 2007-2009-2011 Nantes/Saint-Nazaire, comme le bateau mou Misconceivable d'Erwin Wurm.

## Galerie

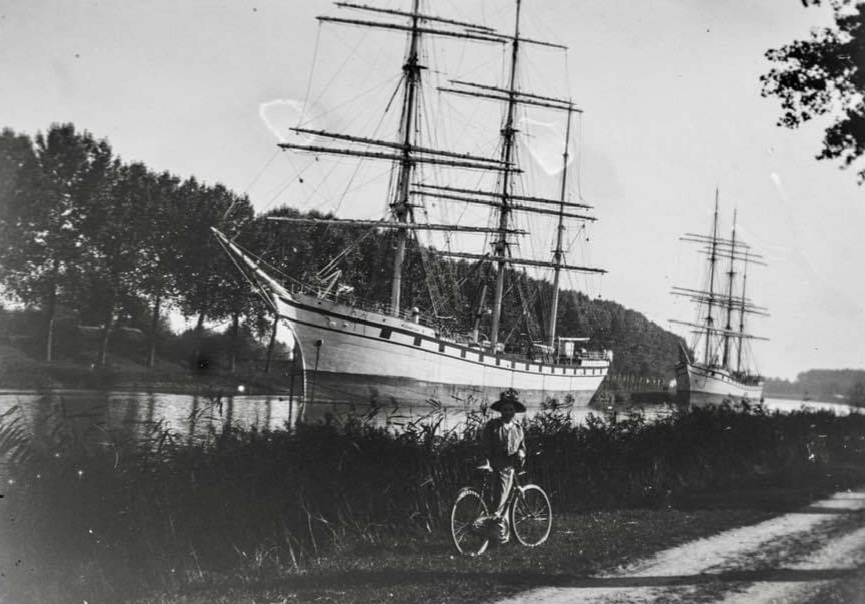
Canal de la Martinière photographié sur plaque de verre lors de été 1914. Deux trois mâts barques de la compagnie Bordes stationnent dans le canal désaffecté, dans l'attente d'ordres à la suite du déclenchement du premier conflit mondial.
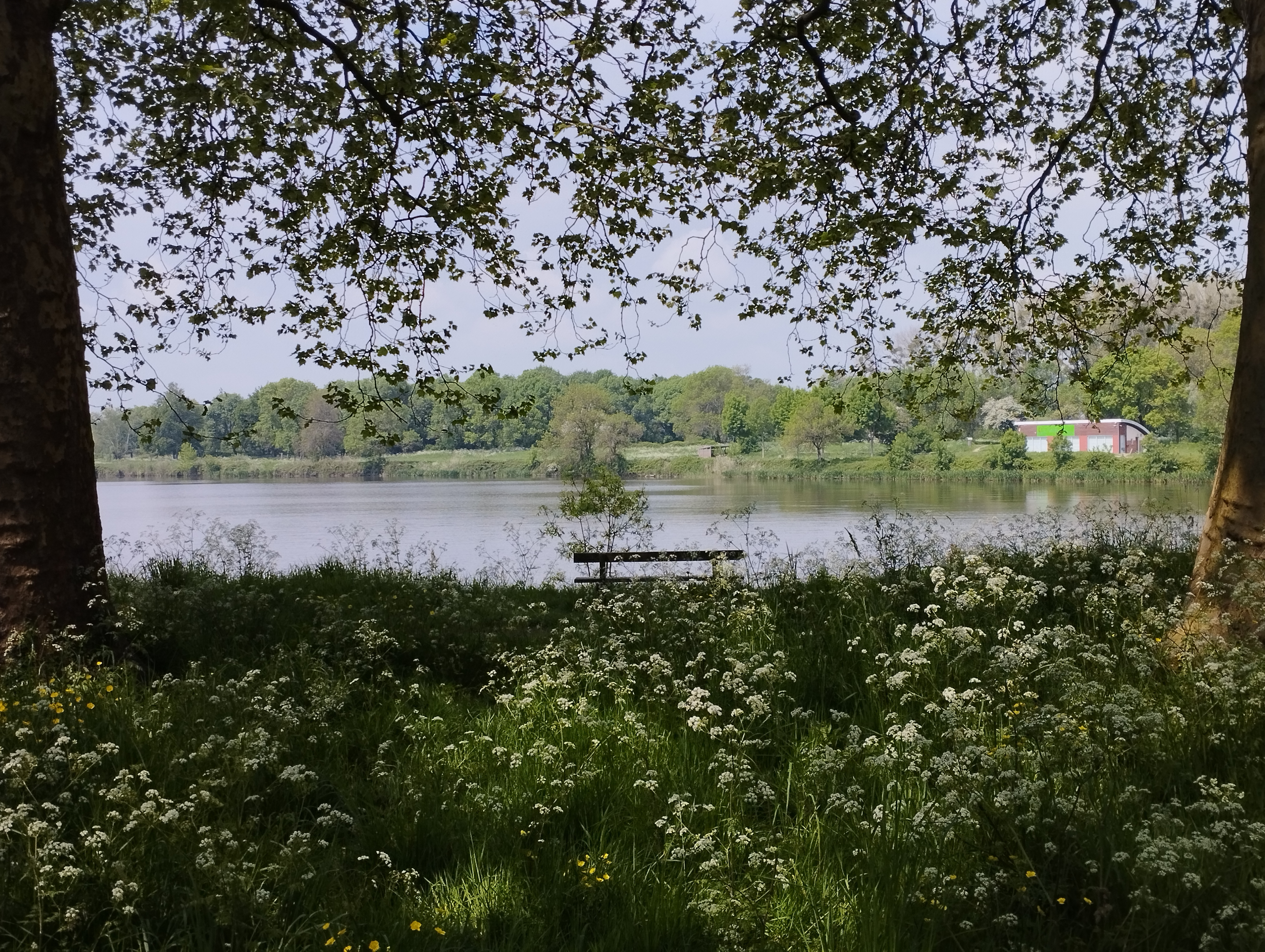
Canal de la Martinière à proximité de la machinerie de l'écluse à la Martinière en avril 2022.